# Mandhir Kooner
Mandhir Kooner (ur. 27 września 1996) – brytyjski zapaśnik walczący w stylu wolnym.
Brązowy medalista igrzysk wspólnoty narodów w 2022, gdzie reprezentował Anglię.